# Kongenitale retikuläre ichthyosiforme Erythrodermie
Die Kongenitale retikuläre ichthyosiforme Erythrodermie ist eine sehr seltene angeborene Hautkrankheit mit den Hauptmerkmalen einer bereits bei Geburt bestehenden Erythrodermie mit Ichthyosis, oft als Kollodium-Baby.
Synonyme sind: Ichthyosis variegata; Konfetti-Ichthyose; englisch Congenital reticular ichthyosiform erythroderma; CRIE; Ichthyosis With Confetti; IWC
Die Erstbeschreibung erfolgte im Jahre 1984 durch den Dermatologen Michel Camenzind und Mitarbeiter.

## Verbreitung
Die Häufigkeit wird mit unter 1 zu 1.000.000 angegeben, bislang wurde über weniger als 40 Betroffene berichtet. Die Vererbung erfolgt autosomal-dominant.

## Ursache
Der Erkrankung liegen Mutationen im KRT10-Gen auf Chromosom 17 Genort q21.2 zugrunde, welches für Keratin 10 kodiert.

## Klinische Erscheinungen
Klinische Kriterien sind:
- Beginn als Kollodium-Baby wie „eingepackt“ wirkend
- Nach Abstoßen dieser Membran bleibende generalisierte schuppende Erythrodermie
- Charakteristische eingestreute Flecken gesunder Haut, an Konfetti erinnernd

## Diagnose
Die Diagnose beruht auf den klinischen Befunden.

## Differentialdiagnose
Abzugrenzen sind:
- Formen der Autosomal-rezessiven kongenitalen Ichthyose mit Erythrodermie
- die Kongenitale ichthyosiforme Erythrodermie